# 9th Avenue (West End Line)
9th Avenue is een station van de metro van New York aan de West End Line in het stadsdeel Brooklyn. Lijn  maakt gebruik van dit station.
Vroeger maakte ook de Culver Line gebruik van dit station.
 ·  ·  ·  ·  ·  ·  ·  ·  · 